# Lose Yourself
"Lose Yourself" là một bài hát của rapper người Mỹ Eminem nằm trong album nhạc phim của bộ phim năm 2002 8 Mile. Nó được phát hành vào ngày 22 tháng 10 năm 2002 như là đĩa đơn đầu tiên trích từ album bởi Aftermath Entertainment cũng như Shady Records và Interscope Records ở nhiều thị trường khác nhau. Bài hát được viết lời và sản xuất bởi Eminem, với sự tham gia hỗ trợ sản xuất từ cộng tác viên quen thuộc trong sự nghiệp của anh Jeff Bass, đồng thời là thành viên của bộ đôi nhà sản xuất Bass Brothers, và Luis Resto. Đây là một bản hip hop kết hợp với rap rock mang nội dung thể hiện một cái nhìn tổng quan cho nhân vật của Eminem trong 8 Mile, trong đó sử dụng nhiều loại nhạc cụ khác nhau như đàn piano, vĩ cầm và một số nhạc cụ dây.
Sau khi phát hành, "Lose Yourself" nhận được những phản ứng tích cực từ các nhà phê bình âm nhạc, trong đó họ đánh giá cao chủ đề gây hấn của nó và gọi đây là tác phẩm xuất sắc nhất của Eminem cho đến nay. Ngoài ra, khả năng rap của Eminem, nội dung lời bài hát và quá trình sản xuất của nó cũng được giới chuyên môn ca ngợi. "Lose Yourself" cũng gặt hái những thành công ngoài sức tưởng tượng về mặt thương mại, đứng đầu các bảng xếp hạng ở hơn 18 quốc gia, bao gồm nhiều thị trường lớn như Úc, Áo, Bỉ, Đan Mạch, Phần Lan, Ireland, Ý, Hà Lan, New Zealand, Thụy Điển, Thụy Sĩ và Vương quốc Anh, và lọt vào top 10 ở tất cả những quốc gia nó xuất hiện. Tại Hoa Kỳ, bài hát đạt vị trí số một trên bảng xếp hạng Billboard Hot 100 trong 12 tuần liên tiếp, trở thành đĩa đơn quán quân đầu tiên trong sự nghiệp của Eminem tại đây.
Video ca nhạc cho "Lose Yourself" được đồng đạo diễn bởi Eminem, Paul Rosenberg và Phillip G. Atwell, với nội dung liên quan trực tiếp đến lời bài hát cũng như những vấn đề xung quanh cuộc sống cá nhân của Eminem, bên cạnh một số hình ảnh từ 8 Mile. Nó đã ngay lập tức nhận được nhiều lượt yêu cầu phát sóng trên những kênh truyền hình âm nhạc như VH1, BET và MTV, và chiến thắng hạng mục Video xuất sắc nhất từ một bộ phim trên tổng số năm đề cử tại giải Video âm nhạc của MTV năm 2003. Năm 2013, những hình ảnh từ video đã được tái hiện trong đĩa đơn năm 2013 của nam rapper hợp tác với Rihanna "The Monster". Để quảng bá bài hát, Eminem đã trình diễn "Lose Yourself" trên nhiều chương trình truyền hình và lễ trao giải lớn, bao gồm giải Âm nhạc châu Âu của MTV năm 2002 và giải Grammy lần thứ 45, cũng như trong tất cả những chuyến lưu diễn trong sự nghiệp của anh.
Được ghi nhận là bài hát trứ danh trong sự nghiệp của Eminem, "Lose Yourself" đã nhận được nhiều giải thưởng và đề cử tại những lễ trao giải lớn, bao gồm chiến thắng giải Oscar cho Bài hát trong phim hay nhất vào năm 2003, trở thành bài hát rap đầu tiên trong lịch sử làm được điều này, bên cạnh một đề cử giải Quả cầu vàng ở hạng mục tương tự. Bài hát cũng gặt hái năm đề cử giải Grammy tại lễ trao giải thường niên lần thứ 46, và chiến thắng hai giải cho Bài hát Rap xuất sắc nhất và Trình diễn solo Rap nam xuất sắc nhất. Nó đã lọt vào danh sách những bài hát hay nhất mọi thời đại của nhiều tổ chức và ấn phẩm âm nhạc, bao gồm được xếp ở vị trí thứ 166 trong danh sách 500 bài hát xuất sắc nhất mọi thời đại của Rolling Stone, trở thành bài hát của thập niên 2000 đạt thứ hạng cao nhất. Ngoài ra, "Lose Yourself" còn được hát lại và sử dụng làm nhạc mẫu bởi nhiều nghệ sĩ, như The Script, Kelly Clarkson, Taylor Swift và "Weird Al" Yankovic.

## Danh sách bài hát
| Đĩa CD tại châu Âu 1. "Lose Yourself" – 5:27 2. "Renegade" (hợp tác với Jay-Z) – 5:40 Đĩa CD quảng bá tại Hoa Kỳ 1. "Lose Yourself" (bản sạch) – 4:26 2. "Lose Yourself" (bản album) – 5:26 | Đĩa CD tại Anh quốc 1. "Lose Yourself" (bản album được kiểm duyệt) – 5:20 2. "Renegade" (bản album được kiểm duyệt, hợp tác với Jay-Z) – 5:39 3. "Lose Yourself" (bản không lời) – 5:29 4. "Lose Yourself" (video ca nhạc) – 5:28 |

## Xếp hạng
| Bảng xếp hạng (2002-03)                  | Vị trí cao nhất |
| ---------------------------------------- | --------------- |
| Úc (ARIA)                                | 1               |
| Áo (Ö3 Austria Top 40)                   | 1               |
| Bỉ (Ultratop 50 Flanders)                | 1               |
| Bỉ (Ultratop 50 Wallonia)                | 1               |
| Canada (Canadian Singles Chart)          | 9               |
| Đan Mạch (Tracklisten)                   | 1               |
| Châu Âu (European Hot 100 Singles)       | 1               |
| Phần Lan (Suomen virallinen lista)       | 1               |
| Pháp (SNEP)                              | 3               |
| Đức (Official German Charts)             | 2               |
| Hy Lạp (IFPI Greece)                     | 1               |
| Hungary (Single Top 40)                  | 1               |
| Ireland (IRMA)                           | 1               |
| Ý (FIMI)                                 | 1               |
| Hà Lan (Dutch Top 40)                    | 1               |
| New Zealand (Recorded Music NZ)          | 1               |
| Na Uy (VG-lista)                         | 1               |
| Scotland (OCC)                           | 2               |
| Tây Ban Nha (PROMUSICAE)                 | 9               |
| Thụy Điển (Sverigetopplistan)            | 1               |
| Thụy Sĩ (Schweizer Hitparade)            | 1               |
| Anh Quốc (OCC)                           | 1               |
| Hoa Kỳ Billboard Hot 100                 | 1               |
| Hoa Kỳ Alternative Songs (Billboard)     | 14              |
| Hoa Kỳ Hot R&B/Hip-Hop Songs (Billboard) | 4               |
| Hoa Kỳ Hot Rap Songs (Billboard)         | 2               |
| Hoa Kỳ Pop Airplay (Billboard)           | 1               |
| Hoa Kỳ Rhythmic (Billboard)              | 1               |

| Bảng xếp hạng (2000-09)              | Vị trí |
| ------------------------------------ | ------ |
| Australia (ARIA)                     | 7      |
| Germany (Official German Charts)     | 44     |
| Netherlands (Single Top 100)         | 52     |
| UK Singles (Official Charts Company) | 49     |
| US Billboard Hot 100                 | 28     |

| Bảng xếp hạng (2002)                  | Vị trí |
| ------------------------------------- | ------ |
| Finland (Suomen virallinen lista)     | 68     |
| Ireland (IRMA)                        | 18     |
| Netherlands (Dutch Top 40)            | 182    |
| Norway Autumn Period (VG-lista)       | 13     |
| UK Singles (Official Charts Company)  | 32     |
| US Billboard Hot 100                  | 63     |
| US Hot Soundtrack Singles (Billboard) | 8      |
| Bảng xếp hạng (2003)                  | Vị trí |
| Australia (ARIA)                      | 2      |
| Austria (Ö3 Austria Top 75)           | 6      |
| Belgium (Ultratop 50 Flanders)        | 16     |
| Belgium (Ultratop 40 Wallonia)        | 7      |
| Denmark (Tracklisten)                 | 6      |
| Europe (European Hot 100 Singles)     | 1      |
| Finland (Suomen virallinen lista)     | 7      |
| France (SNEP)                         | 12     |
| Germany (Official German Charts)      | 6      |
| Ireland (IRMA)                        | 6      |
| Italy (FIMI)                          | 3      |
| Japan (Tokyo Hot 100)                 | 14     |
| Netherlands (Dutch Top 40)            | 12     |
| Netherlands (Single Top 100)          | 11     |
| New Zealand (Recorded Music NZ)       | 30     |
| Sweden (Sverigetopplistan)            | 1      |
| Switzerland (Schweizer Hitparade)     | 12     |
| UK Singles (Official Charts Company)  | 25     |
| US Billboard Hot 100                  | 28     |
| US Hot R&B/Hip-Hop Songs (Billboard)  | 71     |
| US Hot Soundtrack Singles (Billboard) | 3      |
| US Pop Songs (Billboard)              | 18     |

| Bảng xếp hạng                        | Vị trí |
| ------------------------------------ | ------ |
| Ireland (IRMA)                       | 11     |
| UK Singles (Official Charts Company) | 84     |
| US Billboard Hot 100                 | 169    |
| US Pop Songs (Billboard)             | 100    |

## Chứng nhận
| Quốc gia | Chứng nhận  | Số đơn vị/doanh số chứng nhận |
| --- | ----------- | --- |
| Úc (ARIA) | 7× Bạch kim | 490.000^ |
| Áo (IFPI Áo) | Bạch kim    | 30,000* |
| Bỉ (BEA) | Bạch kim    | 30,000* |
| Canada (Music Canada) | 6× Bạch kim | 480.000* |
| Đan Mạch (IFPI Đan Mạch) | Bạch kim    | 60,000^ |
| Phần Lan (Musiikkituottajat) | Vàng        | 6,304 |
| Pháp (SNEP) | Vàng        | 386,000Roberts, David (2006). British Hit Singles & Albums (ấn bản thứ 19). London: Guinness World Records Limited. tr. 137. ISBN 1-904994-10-5. |
| Đức (BVMI) | 3× Vàng     | 750,000‡ |
| Hy Lạp (IFPI Hy Lạp) | Vàng        | 10.000^ |
| Ý (FIMI) | 2× Bạch kim | 100.000* |
| Nhật Bản (RIAJ) | 3× Bạch kim | 950,000^ |
| New Zealand (RMNZ) | 2× Bạch kim | 30.000* |
| Na Uy (IFPI) | Bạch kim    | 0* |
| Thụy Điển (GLF) | Bạch kim    | 40,000^ |
| Thụy Sĩ (IFPI) | Bạch kim    | 30,000^ |
| Anh Quốc (BPI) | 2× Bạch kim | 1.200.000‡ |
| Hoa Kỳ (RIAA) | Kim cương   | 10.000.000‡ |
| * Chứng nhận dựa theo doanh số tiêu thụ. ^ Chứng nhận dựa theo doanh số nhập hàng. ‡ Chứng nhận dựa theo doanh số tiêu thụ và phát trực tuyến. |             | |